# Tanzania na Letnich Igrzyskach Olimpijskich 2008
Reprezentacja Tanzanii na Letnich Igrzyskach Olimpijskich 2008 w Pekinie liczyła 10 zawodników. Był to jedenasty start Tanzanii na letnich igrzyskach olimpijskich.

## Wyniki reprezentantów Tanzanii

### Lekkoatletyka
Mężczyźni
| Zawodnik     | Konkurencja | Eliminacje | Eliminacje | Druga runda                  | Druga runda                  | Półfinał                     | Półfinał                     | Finał                        | Miejsce                      |                              |
| Zawodnik     | Konkurencja | Wynik      | Miejsce    | Wynik                        | Miejsce                      | Wynik                        | Miejsce                      | Wynik                        | Miejsce                      |                              |
| ------------ | ----------- | ---------- | ---------- | ---------------------------- | ---------------------------- | ---------------------------- | ---------------------------- | ---------------------------- | ---------------------------- | ---------------------------- |
| Samwel Mwera | 800 m       | 1:50,67    |            | Odpadł z dalszej rywalizacji | Odpadł z dalszej rywalizacji | Odpadł z dalszej rywalizacji | Odpadł z dalszej rywalizacji | Odpadł z dalszej rywalizacji | Odpadł z dalszej rywalizacji | Odpadł z dalszej rywalizacji |

| Zawodnik               | Konkurencja | Finał    | Finał   |
| Zawodnik               | Konkurencja | Wynik    | Miejsce |
| ---------------------- | ----------- | -------- | ------- |
| Fabiano Joseph Naasi   | 10 000 m    | 27:25,33 | 9       |
| Dickson Marwa          | 10 000 m    | 27:48,03 | 14      |
| Samwel Shauri          | 10 000 m    | 28:06,26 | 21      |
| Samson Ramadhani       | maraton     | 2:25:03  | 55      |
| Getuli Bayo            | maraton     | DNF      | DNF     |
| Mohamed Ikoki Msandeki | maraton     | DNS      | DNS     |

Kobiety
| Zawodniczka          | Konkurencja | Eliminacje | Eliminacje | Druga runda                   | Druga runda                   | Półfinał                      | Półfinał                      | Finał                         | Miejsce                       |                               |
| Zawodniczka          | Konkurencja | Wynik      | Miejsce    | Wynik                         | Miejsce                       | Wynik                         | Miejsce                       | Wynik                         | Miejsce                       |                               |
| -------------------- | ----------- | ---------- | ---------- | ----------------------------- | ----------------------------- | ----------------------------- | ----------------------------- | ----------------------------- | ----------------------------- | ----------------------------- |
| Zakia Mrisho Mohamed | 5000 m      | 15:24,28   | 23         | Odpadła z dalszej rywalizacji | Odpadła z dalszej rywalizacji | Odpadła z dalszej rywalizacji | Odpadła z dalszej rywalizacji | Odpadła z dalszej rywalizacji | Odpadła z dalszej rywalizacji | Odpadła z dalszej rywalizacji |

### Pływanie
Mężczyźni
| Zawodnik             | Konkurencja       | Wyścig eliminacyjny | Wyścig eliminacyjny | Półfinał                     | Półfinał                     | Finał                        | Finał                        |
| Zawodnik             | Konkurencja       | Czas                | Miejsce             | Czas                         | Miejsce                      | Czas                         | Miejsce                      |
| -------------------- | ----------------- | ------------------- | ------------------- | ---------------------------- | ---------------------------- | ---------------------------- | ---------------------------- |
| Khalid Yahya Rushaka | 50 m st. dowolnym | 28.50               | 83                  | Odpadł z dalszej rywalizacji | Odpadł z dalszej rywalizacji | Odpadł z dalszej rywalizacji | Odpadł z dalszej rywalizacji |

Kobiety
| Zawodniczka               | Konkurencja       | Wyścig eliminacyjny | Wyścig eliminacyjny | Półfinał                      | Półfinał                      | Finał                         | Finał                         |
| Zawodniczka               | Konkurencja       | Czas                | Miejsce             | Czas                          | Miejsce                       | Czas                          | Miejsce                       |
| ------------------------- | ----------------- | ------------------- | ------------------- | ----------------------------- | ----------------------------- | ----------------------------- | ----------------------------- |
| Magdalena Ruth Alex Moshi | 50 m st. dowolnym | 31.37               | 77                  | Odpadła z dalszej rywalizacji | Odpadła z dalszej rywalizacji | Odpadła z dalszej rywalizacji | Odpadła z dalszej rywalizacji |